# Gotitas de Amor
Gotitas de Amor (spanisch, Bedeutung: Tränen der Liebe) ist das erste in Deutschland, Österreich und der Schweiz erscheinende Album der in Belgien geborenen spanischen Sängerin Belle Pérez. 

## Veröffentlichung
Es erschien am 22. Juni 2007 unter dem Label Chet Records (Kosmo Music) und umfasst Latin-Pop mit spanischen Texten. Produziert wurde das Album von Pérez’ gleichzeitigem belgischen Manager Patrick Renier, die Texte der insgesamt 15 Songs sind von Belle Pérez selbst bzw. co-geschrieben.
Das Album ist bereits im Sommer 2006 in ihrem Heimatland Belgien und in den Niederlanden erschienen, allerdings mit einer anderen Songzusammenstellung, da es sich bei der deutschen Version um eine Art Zusammenfassung ihrer bisherigen Top-Hits aus diesen beiden Ländern handelt (z. B. Que viva la vida und Enamorada). Es ist ihr fünftes Studio-Album, ihr drittes auf Spanisch.

## Titelliste

### Internationale Version
| #   | Titel                          | Spiel- dauer |
| --- | ------------------------------ | ------------ |
| 1.  | Dime                           | 3:36         |
| 2.  | Que viva la vida               | 3:00         |
| 3.  | Enamorada                      | 3:00         |
| 4.  | Ay mi vida                     | 3:17         |
| 5.  | Amor Latino                    | 3:09         |
| 6.  | Bailaremos                     | 3:26         |
| 7.  | Loca de Amor                   | 3:45         |
| 8.  | El mundo bailando              | 2:56         |
| 9.  | Gotitas de amor                | 3:08         |
| 10. | Sobrevivire                    | 4:47         |
| 11. | Ave Maria                      | 4:29         |
| 12. | Quién eres                     | 3:06         |
| 13. | Mi primer amor                 | 3:46         |
| 14. | Hoy (Le pido a dios)           | 3:55         |
| 15. | Gotitas de amor (Maxi-Version) | 5:55         |

### Belgische/Niederländische Version
| #   | Titel                                                     |
| --- | --------------------------------------------------------- |
| 1.  | El mundo bailando                                         |
| 2.  | Ave María                                                 |
| 3.  | Gotitas de amor                                           |
| 4.  | Amor Latino                                               |
| 5.  | Quién eres                                                |
| 6.  | Ay mi vida                                                |
| 7.  | Hoy (Le pido a dios)                                      |
| 8.  | Mi primer amor                                            |
| 9.  | Fiesta                                                    |
| 10. | La Distancia                                              |
| 11. | Salomé                                                    |
| 12. | Gotitas de amor (Maxi-Version)                            |
| 13. | Ave Maria - LIVE @ Sportpaleis                            |
| 14. | El mundo bailando (Acoustic-Version) - LIVE @ Sportpaleis |

Nr. 13 und 14 waren nur auf der Special Version einer belgischen CD-Laden-Kette zu finden.

## Singleauskopplungen
| Jahr | Titel                | Höchstplatzierung, Gesamtwochen, AuszeichnungChartplatzierungen (Jahr, Titel, , Platzierungen, Wochen, Auszeichnungen, Anmerkungen) | Höchstplatzierung, Gesamtwochen, AuszeichnungChartplatzierungen (Jahr, Titel, , Platzierungen, Wochen, Auszeichnungen, Anmerkungen) | Anmerkungen |
| Jahr | Titel                | BEF | NL | Anmerkungen |
| ---- | -------------------- | --- | --- | --- |
| 2006 | El mundo bailando    | BEF1 (16 Wo.)BEF | NL17 (7 Wo.)NL | Erstveröffentlichung: 17. Februar 2016 dritter Platz in der Qualifikation für den Eurovision Song Contest 2006 in Belgien |
| 2006 | Ave Maria            | BEF11 (13 Wo.)BEF | NL31 (4 Wo.)NL | Cover eines Liedes von David Bisbal                                                                                       |
| 2006 | Gotitas de amor      | — | — | |
| 2006 | Hoy (Le pido a Dios) | — | — | Erstveröffentlichung: Dezember 2006                                                                                       |
| 2007 | Amor latino          | BEF11 (7 Wo.)BEF | — | |

El mundo bailando
El mundo bailando ist die erste Single von Belle Pérez in Deutschland, Österreich und der Schweiz. Sie erschien am 15. Juni 2007 in den drei genannten Ländern unter dem Label Chet Records (Kosmo Music). "El mundo bailando" war gleichzeitig die erste Single aus Pérez’ sechstem Album in Belgien und den Niederlanden im März 2006. Mit diesem Song trat sie 2006 zum zweiten Mal beim belgischen Vorentscheid des Eurovision Song Contest teil. Obwohl die Sängerin bereits zu Beginn der Show einer der Favoriten war, wurde sie letztlich Dritte und musste Kate Ryan mit Je t’adore das Ticket für den Eurovision Song Contest 2006 überlassen. Dennoch erreichte die Single Platz 1 der belgischen Single-Charts. Der Song konnte in Belgien Gold erreichen, was 25.000 verkaufte Tonträger bedeutet, und sich drei Wochen lang auf Platz 1 halten.

## Chartplatzierungen
Gotitas de Amor konnte in Flandern sowie den Niederlanden die Top 10 der Charts erreichen.
| ChartsChartplatzierungen   | Höchstplatzierung | Wochen |
| -------------------------- | ----------------- | ------ |
| Flandern (Ultratop)        | 3 (25 Wo.)        | 25     |
| Niederlande (Dutch Charts) | 4 (34 Wo.)        | 34     |